# Frilægning
Frilægning er den proces at fjerne dele af et fotografi, f.eks. baggrund eller omgivelser, til det motiv, man ønsker at fremhæve. Det har især tidligere været benævnt fritskrabning. Det kunne ske på en kliche, idet man med en lille fræsemaskine fjernede de uønskede trykgivende dele af klicheens metal. Dette benyttedes især til stregklicheer. Klicheer med raster, autotypier, blev normalt i stedet ætset fri af baggrunden, idet den del af klicheen, der skulle bevares, dækkedes med et beskyttende lag, mens ætsegrunden skrabes væk fra de dele, der skulle fjernes, så de stod ubeskyttede ved en fornyet ætsning.
Frilægning kan også ske ved retouchering på et fotografi, inden der fremstilles en kliche. 
Ved brug af moderne billedbehandlingsprogrammer kan frilægning laves forholdsvis enkelt. 